# Мапетова мобилна лабораторија
Мапетова мобилна лабораторија (енг Muppet Mobile Lab) је бесплатна аудио-аниматронска атракција за забаву коју је дизајнирао енг. Walt Disney Imagineering. Лабораторија је први пут приказана у Дизнијевом авантуристичком парку у Анахајму, Калифорнија, у  Дизнијевом свету у Орланду, Флорида и Дизниленду у Хонг Конгу.

## Конструкција
Мапетова мобилна лабораторија је имплементирана на Segway платформи, као возило научне лабораторије на два точка које подсећа на мали ракетни брод. 
Два лика из британске породичне серије Мапет шоу, Dr. Bunsen Honeydew и његов помоћник, Beaker, управљају  возилом кроз парк, комуницирајући са гостима и при томе примењују специјалне ефекте као што су ефекат магле, трепћућа светла, покретни знакови, топови са конфетама и млазнице за распршивање воде. 
Два анимирана лика и специјалне ефекте у возилу даљински контролишу луткари, захваљујући напредном систему контроле који омогућава да се контролори лоцирају и до неколико миља од локације представе. Уграђене камере, микрофони и звучници омогућавају луткарима да виде и чују посетиоце и да комуницирају са њима.
Два Мапетоваца Dave Goelz и Steve Whitmire помогли су у развоју овог пројекта.
Пројекат је започео као наставак пројекта Дизнијеве „Иницијативе за живи лик“, у оквиру кога су створене и друге интерактивне емисије у Дизнијевим тематским парковима, укључујући Срећног диносауруса, Turtle Talk with Crush, Monsters, Inc. Laugh Floor и Stitch Encounter.
Године 2009., атракција је добила Награду за изузетна достигнућа (техничка) коју је доделило Удружење за тематску забаву.
У октобру 2016. Мапетова покретна лабораторија се вратила у Епкот.